# FIS Marathon Cup
FIS Marathon Cup (mellan 2016 och 2019 FIS Worldloppet Cup) var en långloppsserie längdskidåkningstävlingar, som arrangerades i FIS och Worldloppets regi, med premiär säsongen 1999/2000.
Loppen i cupen ska minst 42 km långa, dock får maximalt två av loppen varje säsong vara kortare än 50 km. Målsättningen är att minst ett lopp ska äga rum i respektive Centraleuropa, Östeuropa, Skandinavien och övriga världen och att fördelningen mellan fri och klassisk åkstil ska vara så jämn som möjligt. För Sveriges del är det Vasaloppet som ingår som deltävling, och i Norge Birkebeinerrennet.
Tävlingen blev inställd från och med året 2020. Målet var att främja långlopp för elitåkare och målet uppnåddes.

## Herrar

### Sammanlagt
| Säsong    | Etta                              | Tvåa                              | Trea                           |
| --------- | --------------------------------- | --------------------------------- | ------------------------------ |
| 1999/2000 | Raul Olle, Estland                | Staffan Larsson, Sverige          | Stanislav Řezáč, Tjeckien      |
| 2000/2001 | Gianantonio Zanetel, Italien      | Stephane Paesseron, Frankrike     | Raul Olle, Estland             |
| 2001/2002 | Maurizio Pozzi, Italien           | Roberto De Zolt Ponte, Italien    | Gianantonio Zanetel, Italien   |
| 2002/2003 | Jørgen Aukland, Norge             | Stanislav Řezáč, Tjeckien         | Gianantonio Zanetel, Italien   |
| 2003/2004 | Gianantonio Zanetel, Italien      | Silvio Fauner , Italien           | Stanislav Řezáč, Tjeckien      |
| 2004/2005 | Stanislav Řezáč, Tjeckien         | Marco Cattaneo, Italien           | Gianantonio Zanetel, Italien   |
| 2005/2006 | Marco Cattaneo, Italien           | Pierluigi Constantin, Italien     | Roberto De Zolt Ponte, Italien |
| 2006/2007 | Jerry Ahrlin, Sverige             | Jørgen Aukland, Norge             | Stanislav Řezáč, Tjeckien      |
| 2007/2008 | Anders Aukland, Norge             | Jerry Ahrlin, Sverige             | Marco Cattaneo, Italien        |
| 2008/2009 | Marco Cattaneo, Italien           | Jerry Ahrlin, Sverige             | Stanislav Řezáč, Tjeckien      |
| 2009/2010 | Fabio Santus, Italien             | Oskar Svärd, Sverige              | Marco Cattaneo, Italien        |
| 2010/2011 | Jerry Ahrlin, Sverige             | Fabio Santus, Italien             | Stanislav Řezáč, Tjeckien      |
| 2011/2012 | Stanislav Řezáč, Tjeckien         | Anders Aukland, Norge             | Jörgen Brink, Sverige          |
| 2012/2013 | Sergio Bonaldi, Italien           | Benoit Chauvet, Frankrike         | Anders Aukland, Norge          |
| 2013/2014 | Tom Reichelt, Tyskland            | Benoit Chauvet, Frankrike         | Martin Koukal, Tjeckien        |
| 2014/2015 | Petr Novák, Tjeckien              | Benoit Chauvet, Frankrike         | Toni Livers, Schweiz           |
| 2016      | Toni Livers, Schweiz              | Bastien Poirrier, Frankrike       | Candide Pralong, Schweiz       |
| 2017      | Candide Pralong, Schweiz          | Ivan Perrillat Boiteux, Frankrike | Toni Livers, Schweiz           |
| 2018      | Ivan Perrillat Boiteux, Frankrike | Gerard Agnellet, Frankrike        | Loic Guigonnet, Frankrike      |
| 2019      | Damien Tarantola, Frankrike       | Gerard Agnellet, Frankrike        | Loic Guigonnet, Frankrike      |

## Damer

### Sammanlagt
| Säsong    | Etta                          | Tvåa                                | Trea                                |
| --------- | ----------------------------- | ----------------------------------- | ----------------------------------- |
| 1999/2000 | Svetlana Nagejkina, Ryssland  | Maria Theurl, Österrike             | Monica Johansson, Sverige           |
| 2000/2001 | Antonina Ordina, Sverige      | Irina Skladneva, Ryssland           | Nadesjda Slesareva, Ryssland        |
| 2001/2002 | Antonina Ordina, Sverige      | Elin Nilsen, Norge                  | Natalia Alekseeva, Ryssland         |
| 2002/2003 | Lara Peyrot, Italien          | Svetlana Frizen, Ryssland           | Monica Lazarut, Rumänien            |
| 2003/2004 | Cristina Paluselli, Italien   | Lara Peyrot, Italien                | Sofia Lind, Sverige                 |
| 2004/2005 | Cristina Paluselli, Italien   | Lara Peyrot, Italien                | Sofia Lind, Sverige                 |
| 2005/2006 | Cristina Paluselli, Italien   | Anna Santer, Italien                | Lara Peyrot, Italien                |
| 2006/2007 | Elin Ek, Sverige              | Lara Peyrot, Italien                | Jenny Hansson, Sverige              |
| 2007/2008 | Tatjana Jambajeva, Ryssland   | Jenny Hansson, Sverige              | Elin Ek, Sverige                    |
| 2008/2009 | Jenny Hansson, Sverige        | Sandra Hansson, Sverige             | Hilde Gjermundshaug Pedersen, Norge |
| 2009/2010 | Jenny Hansson, Sverige        | Susanne Nyström, Sverige            | Sandra Hansson, Sverige             |
| 2010/2011 | Sandra Hansson, Sverige       | Susanne Nyström, Sverige            | Seraina Boner, Schweiz              |
| 2011/2012 | Stephanie Santer, Italien     | Seraina Boner, Schweiz              | Jenny Hansson, Sverige              |
| 2012/2013 | Tatjana Mannima, Estland      | Seraina Boner, Schweiz              | Antonella Confortola, Italien       |
| 2013/2014 | Riitta-Liisa Roponen, Finland | Antonella Confortola Wyatt, Italien | Seraina Boner, Schweiz              |
| 2014/2015 | Tatjana Mannima, Estland      | Aurélie Dabudyk, Frankrike          | Holly Brooks, USA                   |
| 2016      | Aurélie Dabudyk, Frankrike    | Elisa Brocard, Italien              | Klára Moravcová, Tjeckien           |
| 2017      | Aurélie Dabudyk, Frankrike    | Maria Gräfnings, Sverige            | Rahel Imoberdorf, Schweiz           |
| 2018      | Aurélie Dabudyk, Frankrike    | Maria Gräfnings, Sverige            | Rahel Imoberdorf, Schweiz           |
| 2019      | Maria Gräfnings, Sverige      | Tatjana Mannima, Estland            | Klára Moravcová, Tjeckien           |

### Fotnoter
1. ↑  ”FIS Marathon Cup presented by Worldloppet” (på engelska). Worldloppet Ski Federation. Arkiverad från originalet den 16 april 2015. https://web.archive.org/web/20150416204719/http://www.worldloppet.com/fmcrules.php. Läst 14 augusti 2014.
2. ↑  ”FIS Worldloppet Cup wird eingestellt” (på tyska). xc-ski.de. 17 juni 2019. https://www.xc-ski.de/events/skimarathons-2-2/news-66/fis-worldloppet-cup-wird-eingestellt/. Läst 9 oktober 2023.